# 耶尔县 (阿肯色州)
耶尔县（英語：Yell County）是位于美国阿肯色州西部的一个郡，面积2,457平方公里。县治有二，分別為西區的丹维尔和東區的达达尼尔。根据2020年美國人口普查，共有人口20,263人。耶尔县成立于1840年12月5日，县名源自该州第一位聯邦眾议员暨第二任州长阿奇博爾德·耶爾。